# 29886 Randytung
A 29886 Randytung (ideiglenes jelöléssel (29886) 1999 GQ31) a Naprendszer kisbolygóövében található aszteroida. A LINEAR projekt keretében fedezték fel 1999. április 7-én.